# Pixel

Obrázek rozložený na jednotlivé pixely

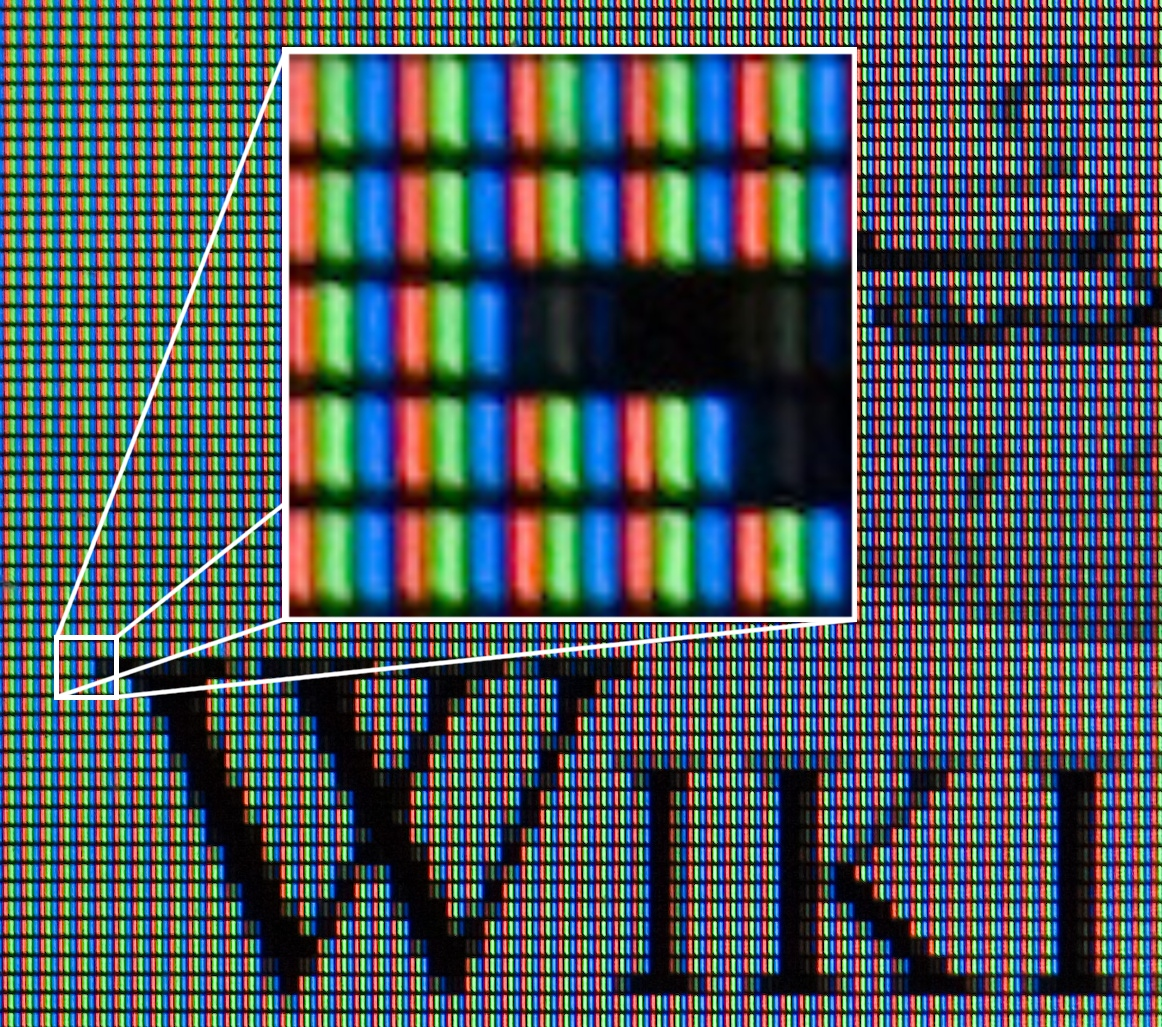
Barevné složky RGB pixelů na LCD obrazovce

Pixel (zkrácení anglických slov picture element, obrazový prvek; zkráceně px, někdy též pel) je nejmenší (bezrozměrná) jednotka digitální rastrové (bitmapové) grafiky. Představuje jeden svítící bod na monitoru, resp. jeden bod obrázku, charakterizovaný jasem a barvou, např. ve formátu RGB či CMYK.

## Popis
Body na obrazovce tvoří čtvercovou síť a každý pixel je možné jednoznačně identifikovat podle jeho souřadnic. U barevných obrazovek se každý pixel skládá ze tří svítících obrazců odpovídajících základním barvám – červené, modré a zelené. Vzhledem k omezenému množství pixelů a omezené frekvenci vykreslování obrazu dochází při zobrazování na monitoru k celé řadě nežádoucích efektů. Mezi ně patří např. aliasing, moaré, neostrosti, mozaikové zkreslení, ztráta informací při zmenšování, zvětšování nebo otáčení obrazu apod.
Velikost pixelu záleží na typu monitoru. U obvyklých analogových typů lze velikost pixelu měnit změnou rozlišení. LCD obrazovky naproti tomu mají počet fyzických pixelů (tzv. nativní rozlišení) zpravidla pevně vázaný na používané rozlišení (např. 1024 × 768 – standard XGA) a zobrazování jiného rozlišení u takového monitoru vede k určité deformaci obrazu, neboť „počítačové pixely“ jsou přepočítávány a nerovnoměrně přerozdělovány na jiný počet „fyzických pixelů“.
V běžných režimech má obrazovka rozlišení od zhruba 1280 × 720 (HD) po 3840 × 2160 (4K). U patnáctipalcového monitoru při rozlišení 1024×768 představuje velikost jednoho pixelu sotva 0,3 mm. Maximální možné rozlišení monitoru se uvádí v jednotkách „bod na palec“ (zkratka DPI z anglického dots per inch).

## Megapixel
Jeden megapixel zapisujeme je 1 milión pixelů, tj. bodů. Zkráceně se značí Mpx (nebo Mpix), někdy nesprávně jen MP. Označuje nejen počet bodů v obrázku, ale také (maximální) rozlišení digitálního fotoaparátu, počet citlivých buněk na obrazovém senzoru nebo počet obrazových buněk na digitálním displeji. Například fotoaparát s čipem 2048×1536 odpovídá přesně 3 145 728 pixelům, tedy 3,1 Mpx.

## Rozlišení displeje

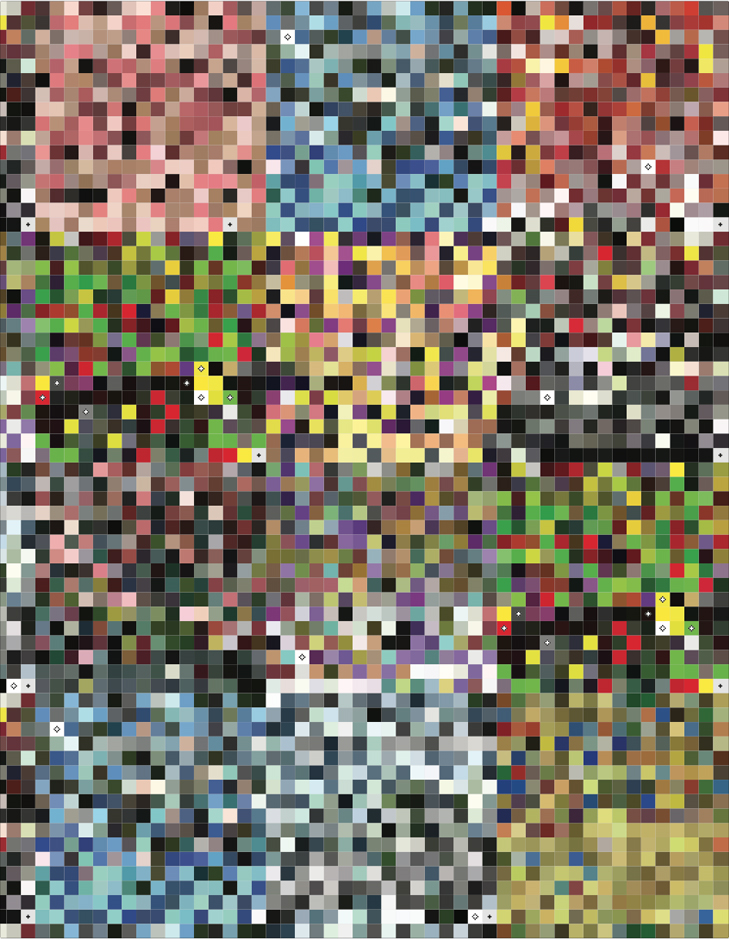
Pixel art

Rozlišení (angl. resolution) monitoru nebo displeje je počet pixelů (nebo maximální rozlišení obrazu), které může být zobrazeno na obrazovce. Často se udává jako počet sloupců (horizontálně, „X“), které se uvádí vždy jako první, a počet řádků (vertikálně, „Y“).
Momentálně (2018) jsou nejpoužívanější rozlišení:
- 1024×768 (XGA/XVGA, eXtended),
- 1280×800 (WXGA, Wide XGA, hlavně u notebooků),
- 1366x768 (hlavně u notebooků)
- 1600×1200 (UXGA, Ultra-eXtended)[1]
- 1920x1080 FHD, Full HD nebo 1080p
- 2560x1440 QHD, QuadHD nebo WQHD
- 3440x1440 UWQHD, Ultra-Wide Quad HD

Mnoho uživatelů, zejména uživatelů CADu a hráčů video her, používá rozlišení 1600×1200 (UXGA) nebo vyšší, pokud mají odpovídající zařízení. Pokud je rozlišení obrazu vyšší než fyzické rozlišení obrazovky, mohou některé systémy využít virtuální obrazovku. Pro digitální televizi a HDTV je typické vertikální rozlišení 720 nebo 1080 řádků.

## Další významy slova
- program pro úpravu rastrové grafiky
- český časopis o grafice
- pixel v CSS neodpovídá konvenčnímu významu tohoto slova